# Kribi (ort i Kamerun)
Kribi är en ort i Kamerun.   Den ligger i regionen Södra regionen, i den sydvästra delen av landet, 210 km sydväst om huvudstaden Yaoundé. Kribi ligger 12 meter över havet och antalet invånare är 55 224.
Terrängen runt Kribi är platt. Havet är nära Kribi åt nordväst. Trakten runt Kribi är glesbefolkad, med 14 invånare per kvadratkilometer. Det finns inga andra samhällen i närheten. I omgivningarna runt Kribi växer i huvudsak städsegrön lövskog.